# Обергофен-ім-Іннталь
Обергофен-ім-Іннталь (нім. Oberhofen im Inntal) —  громада округу Інсбрук-Ланд у землі Тіроль, Австрія.
Обергофен-ім-Іннталь лежить на висоті  622 м над рівнем моря і займає площу  18,6 км². Громада налічує 1692 мешканців. 
Густота населення 91/км².  
|                                               |
| Обергофен-ім-Іннталь на мапі округу та землі. |

 Адреса управління громади: HNr. 202, 6406 Oberhofen im Inntal. 

## Демографія
Історична динаміка населення міста за даними сайту Statistik Austria

## Виноски
1. ↑  Dauersiedlungsraum der Gemeinden Politischen Bezirke und Bundesländer - Gebietsstand 1.1.2018 — Статистичне управління Австрії.
2. ↑  https://www.statistik.at/blickgem/blick1/g70335.pdf
3. ↑   www.oberhofen.tirol.gv.at
4. ↑  Gemeindedaten von Oberhofen im Inntal

| Австрія | Це незавершена стаття з географії Австрії. Ви можете допомогти проєкту, виправивши або дописавши її. |